# والتر فليمنيغ
والتر فليمنيغ (بالألمانية: Walther Flemming)‏ هو أستاذ جامعي وعالم وراثة وأحيائي ألماني، ولد في 21 أبريل 1843 في شفيرين في ألمانيا، وتوفي في 4 أغسطس 1905 في كيل في ألمانيا.

## وصلات خارجية
- والثر فليمنيغ على موقع الموسوعة البريطانية (الإنجليزية)
- والثر فليمنيغ على موقع إن إن دي بي (الإنجليزية)